# Paul-Henri Nargeolet
Paul-Henri Nargeolet (Chamonix-Mont-Blanc, 2 de março de 1946 – Oceano Atlântico, 18 de junho de 2023) foi um piloto e ex-comandante da Marinha Francesa. 
Era especialista em Titanic, piloto de submersível e explorador francês que possuía mais de 35 expedições ao local do naufrágio do histórico navio, em seu currículo.

## Biografia
Tinha uma formação militar, tendo servido na Marinha Francesa por vinte e dois anos como mergulhador de desminagem, mergulhador de profundidade e piloto de submarino. Posteriormente, ele integrou o instituto de pesquisa marítima francês IFREMER, onde coordenou os submarinos de exploração Nautile e Cyana. Foi nessa função que ele realizou a primeira missão de resgate ao Titanic em 1987, dois anos após a descoberta do naufrágio. Desde então, ele retornou ao local do naufrágio inúmeras vezes e liderou a recuperação de mais de cinco mil objetos. Também participou de outras missões submarinas, como a busca pelo gravador de voo do voo Air France 447 que caiu em 2010. Em junho de 2023, estava envolvido numa expedição ao Titanic no submarino Titan, que está desaparecido no Oceano Atlântico. No dia 22 de junho de 2023 foi confirmada a sua morte e de seus colegas de viagem.

## Livro
É autor de um livro sobre o Titanic intitulado Dans les profondeurs du Titanic, publicado em 2022.